# 塩川インターチェンジ
塩川インターチェンジ（しおかわインターチェンジ）は、福島県喜多方市塩川町にある会津縦貫北道路のインターチェンジである。

## 道路
- 会津縦貫北道路

## 接続する路線

### 直接接続
- 福島県道61号塩川山都線

## 周辺
- 国道121号（米沢街道）

## 隣
会津縦貫北道路
喜多方IC - 塩川IC - 湯川北IC